# Maguda multifasciata
Maguda multifasciata là một loài bướm đêm trong họ Noctuidae.